# Tomas Kalnoky
Tomas Kalnoky (Praga, 24 de Dezembro de 1980) é um músico americano. Ele é um vocalista, guitarrista e compositor das bandas Streetlight Manifesto e Bandits of the Acoustic Revolution, e em suas performances solo, adota o pseudônimo de Toh Kay. Além disso, ele é ex-vocalista e ex-guitarrista da banda de ska punk Catch 22. Ele também é proprietário da gravadora Pentimento Music Company.

## Biografia
A família de Tomas emigrou da Checoslováquia para os EUA em 1985, quando ele tinha 5 anos de idade. Ele tem um irmão mais velho chamado Achilles, que é um ano mais velho que ele (Achilles mais tarde aparece como integrante do BOTAR fazendo participação no EP A Call to Arms, e também participa no primeiro volume do álbum 99 Songs of Revolution). Durante uma live na Grécia 2008, Tomas declarou que possui ascendência grega e que viveu no país por muitos anos.

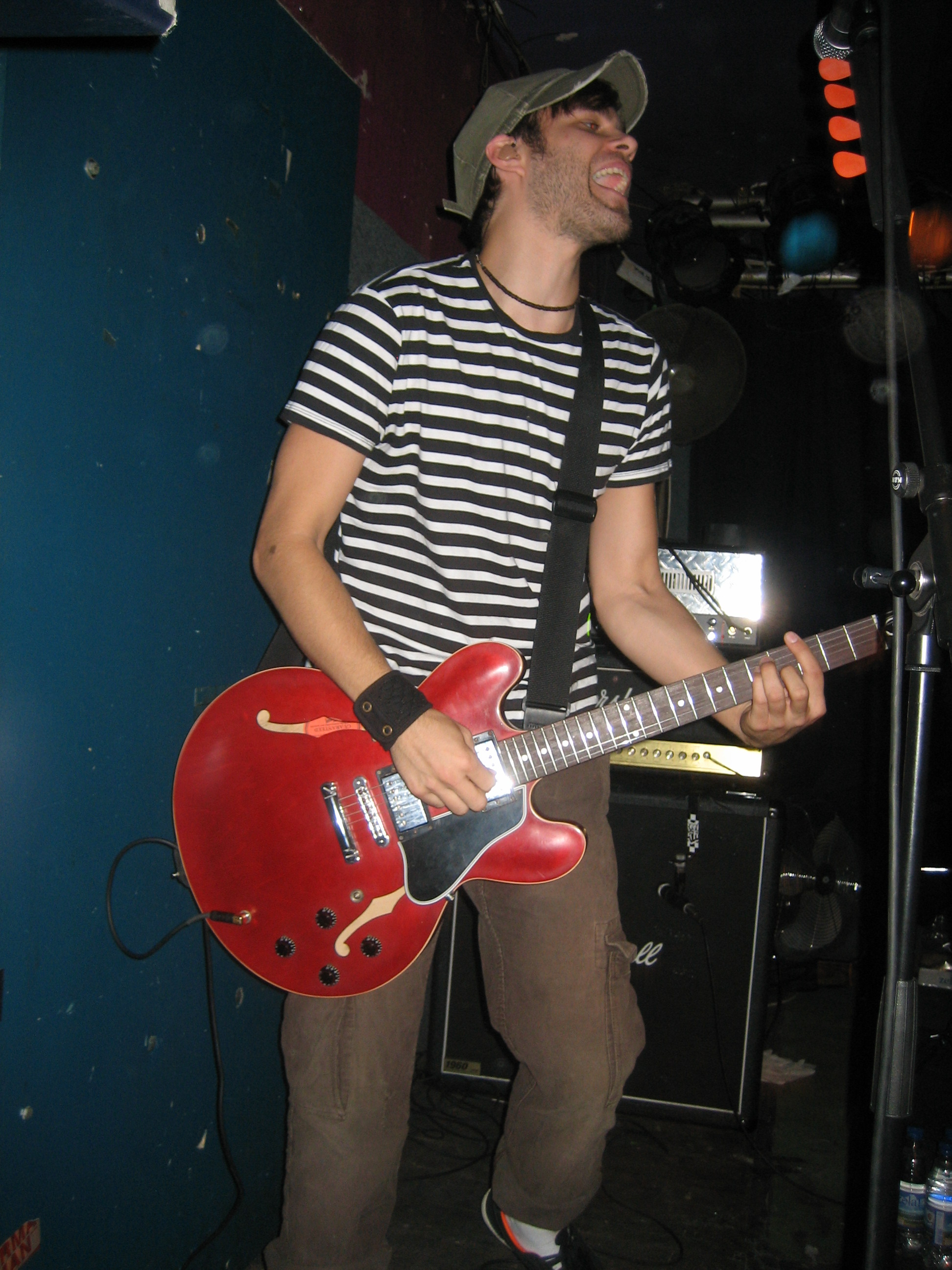
Tomas Kalnoky em uma apresentação de 2008.

Kalnoky disse que por influência dos Beatles aprendeu a tocar guitarra. Kalnoky tem ligações com o RISC, as quais são pouco conhecidas.
Kalnoky possui hesitações com o rótulo de ska (apesar de ser o gênero de música predominante na sua carreira).
Tomas possui muitas influências musicais. Dessas, Kalnoky cita The Drifters como sua banda favorita. Outras influências que ele cita são Bad Religion, Nirvana, The Suicide Machines, Squirrel Nut Zippers, and The Dead Milkmen. Ele mencionou o cantor checo de folk Jaromir Nohavica como um de seus heróis da música.
Kalnoky é um autoproclamado perfeccionista explicando então, a demora do álbum do Bandits of the Acoustic Revolution, que ele diz em 2007 que "Será lançado até o fim dessa década."

### Gimp
Gimp foi uma banda de punk rock formada em East Brunswick, New Jersey. Foi a primeira banda de Tomas. A banda consistia no líder Tomas Kalnoky (com 15 anos de idade) como guitarrista, Jason Scharenguivel como baixista, e Chris Greer como baterista. O irmão de Tomas, Achilles, tocou violino na faixa do álbum Smiles for Macavity, Supernothing. A faixa tem notoriedade porque Kalnoky mais tarde regravou ela nas suas duas outras bandas (Catch 22 and Streetlight Manifesto).
Gimp lançou um álbum em 1995; uma fita cassete chamada Smiles for Macavity. Mesmo que a fita seja muito rara, as faixas podem ser encontradas na internet.
A banda acabou quando Kalnoky decidiu que ele queria escrever e tocar mais do que apenas música punk. Alguns dos membros da banda saíram, enquanto Kalnoky e Chris Greer continuaram juntos, chamando novos músicos e começando a banda Catch 22.

#### Popularidade recente
Cada vez mais, fãs das bandas de Tomas (principalmente do Streetlight Manifesto) descobrem a existência da banda Gimp. Muitos descobriram através de um show no qual Kalnoky brincou fingindo tocar a música Mrs. Butterworth's Indestructible Bomb Shelter. Desde então, fãs começaram a pedir músicas do Gimp através de cantos como "Butterworth's" em seus shows.

### Catch 22
Catch 22 foi uma banda formada pelo guitarrista/vocalista Tomas Kalnoky e o baterista Chris Greer que recrutaram o trompetista Kevin Gunther. O Baixista Josh Ansley, o saxofonista Ryan Eldred, e o trombonista James Egan, também fizeram parte da formação original.
A banda lançou uma fita de produção própria, Rules of the Game, em 1996. Todas as 2000 cópias da fita rapidamente esgotaram.
A banda então assinou com a gravadora Victory Records e produziu seu primeiro álbum de estúdio em 1998, Keasbey Nights. Kalnoky saiu da banda um pouco depois, decidindo (pressionado também por seus pais) continuar sua educação em detrimento das tours da banda. Frequentou a Savannah College of Art and Design em Savannah, Georgia, para fazer artes visuais. Kalnoky também frequentou a Rutgers University.
Quando Tomas Kalnoky era o compositor da banda, ela tinha um som tradicionalmente ska punk, e em seu álbum Keasbey Nights o som é semelhante à third wave ska.

### Bandits of the Acoustic Revolution
Bandits of the Acoustic Revolution, ou BOTAR, é um grupo musical que tem influências de ska, punk e música clássica, sendo suas músicas inteiramente acústicas. É formado por ex-membros da banda Catch 22 Tomas Kalnoky e Jamie Egan, juntos com Nick Afflitto, Marcy Ciuffreda, Matt Dannenberg, Rachel Goldstein, Layton Hayes, John Paul Jones, Achilles Kalnoky, Paul Lowndes, Chris Paszik, Mark Rendeiro, Dan Ross, Pete Sibilia, Shane Thomson, and Natalia Ushak.

### Streetlight Manifesto
Streetlight Manifesto é uma banda estado-unidense de ska punk formada em East Brunswick Township, New Jersey, Estados Unidos.

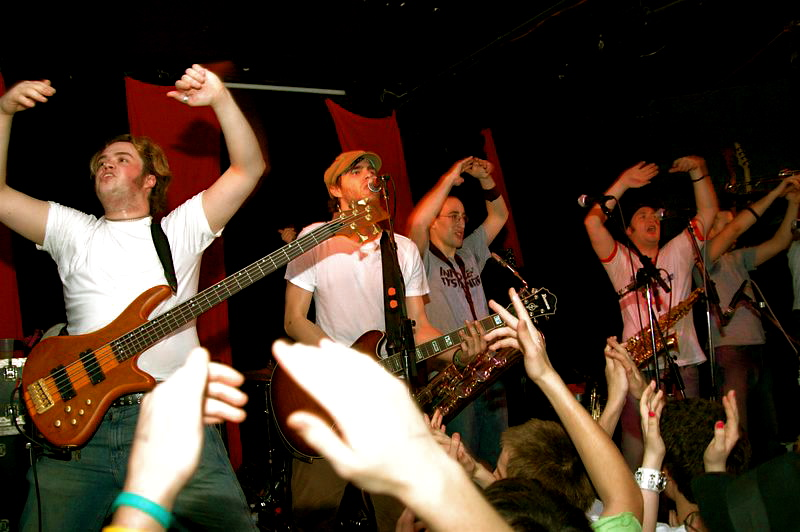
Streetlight Manifesto em uma apresentação de 2005.

Lançaram o primeiro álbum Everything Goes Numb, que foi distribuído pela Victory Records, em 26 de Agosto de 2003.  A banda teve seu primeiro show na Rutgers University em New Brunswick, New Jersey em 9 de Dezembro de 2003.  Vários dos membros da banda eram bem conhecidos na comunidade de third wave ska de New Jersey por seus papéis em bandas de ska punk anteriores daquela área. A banda era composta por ex-integrantes da banda Catch 22 (Tomas Kalnoky, Jamie Egan, Mike Soprano, e Josh Ansley) e ex-membros da banda One Cool Guy (Stuart Karmatz, Pete Sibilia, Dan Ross, e Chris Paszik).
A formação sofreu várias mudanças, e em 2007 consiste de Delano Bonner no trompete, Mike Brown no saxofone alto e saxofone barítono, Jim Conti no alto e saxofone tenor, Tomas Kalnoky na guitarra e vocal, Pete McCullaugh no baixo, Mike Soprano no trombone, e Chris Thatcher na bateria. Kalnoky é o único membro restante da formação original.

### Toh Kay

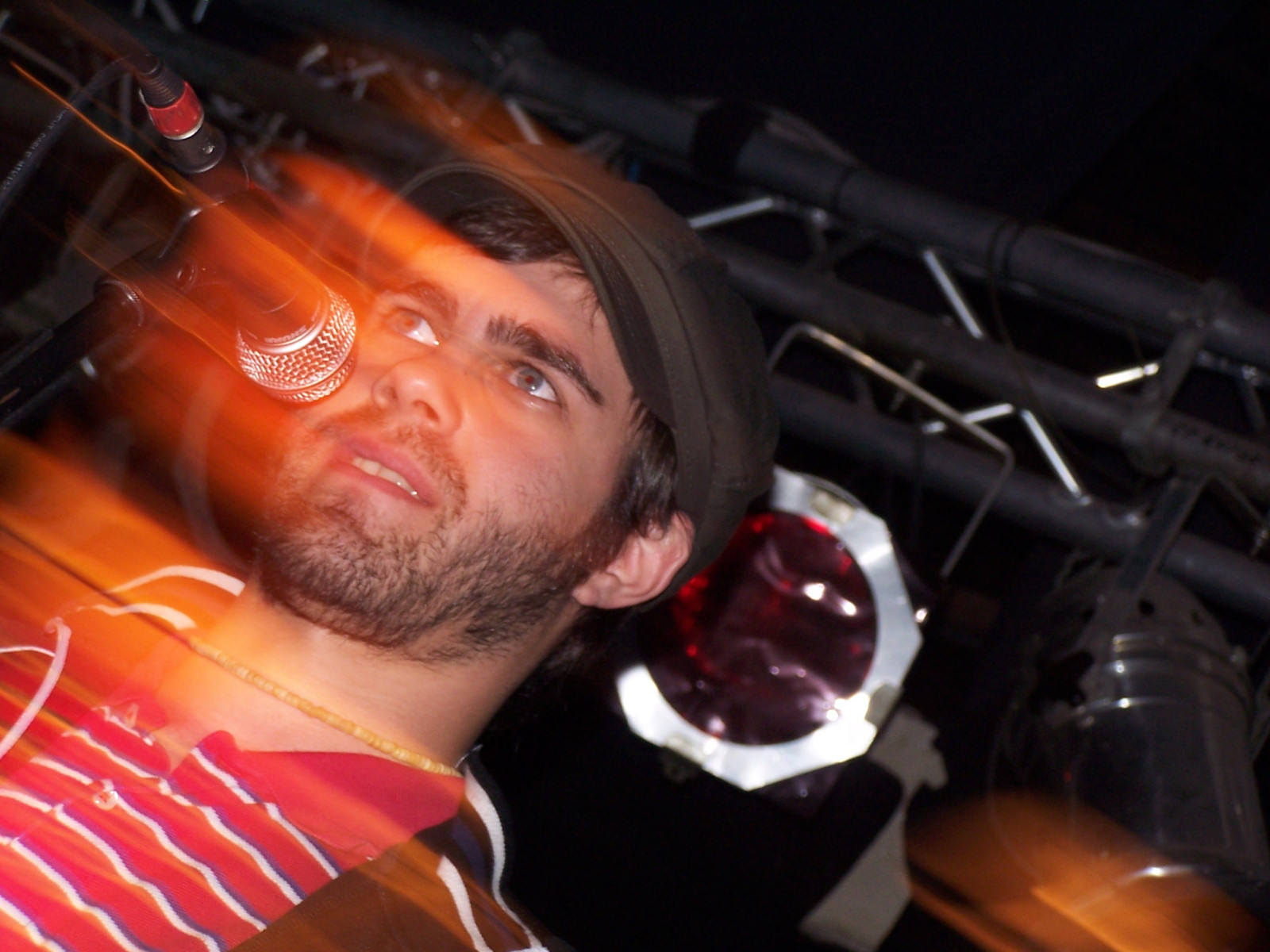
Tomas em uma apresentação de 2005.

Em 2010, Kalnoky lançou um CD separado com Dan Potthast intitulado "You By Me: Vol. 1" com o pseudônimo de "Toh Kay".
O segundo álbum solo de Tomas é lançado em 2011 intitulado "Streetlight Lullabies".
No ano de 2013, Kalnoky lança uma versão acústica do álbum de estúdio do Streetlight Manifesto, The Hands That Thieve.
Toh Kay lançou em 2014 "You By Me: Vol. 2" com o músico colega da gravadora Pentimento, Sycamore Smith.
Toh Kay planejou fazer um show no Brasil em 4 de Junho de 2016 em São Paulo no Rock Together Studio. Mas o show foi cancelado.

## Discografia

### Gimp
- Smiles for Macavity (Cassette) (1996)[3]

### Catch 22
- Rules of the Game (EP) (Cassette) (1997)
- Keasbey Nights (1998)[18]

### Bandits of the Acoustic Revolution
- A Call to Arms (EP) (2001)[3]

### Streetlight Manifesto
- Streetlight Manifesto Demo (EP) (2002)
- Everything Goes Numb (26 de Agosto de 2003)
- Keasbey Nights (7 de Março de 2006)
- Somewhere in the Between (13 de Novembro de 2007)
- 99 Songs of Revolution: Vol. 1 (16 de Março de 2010)
- The Hands That Thieve (30 de Abril de 2013)[3][19]

### Toh Kay
- You By Me: Vol. 1 (16 de Novembro de 2010)
- Streetlight Lullabies (22 de Novembro de 2011)
- The Hand That Thieves (30 de Agosto de 2013)
- You By Me: Vol. 2 (12 de Agosto de 2014)[3][19]